# Silphium brachiatum
Silphium brachiatum là một loài thực vật có hoa trong họ Cúc. Loài này được Gatt. miêu tả khoa học đầu tiên.